# 잔

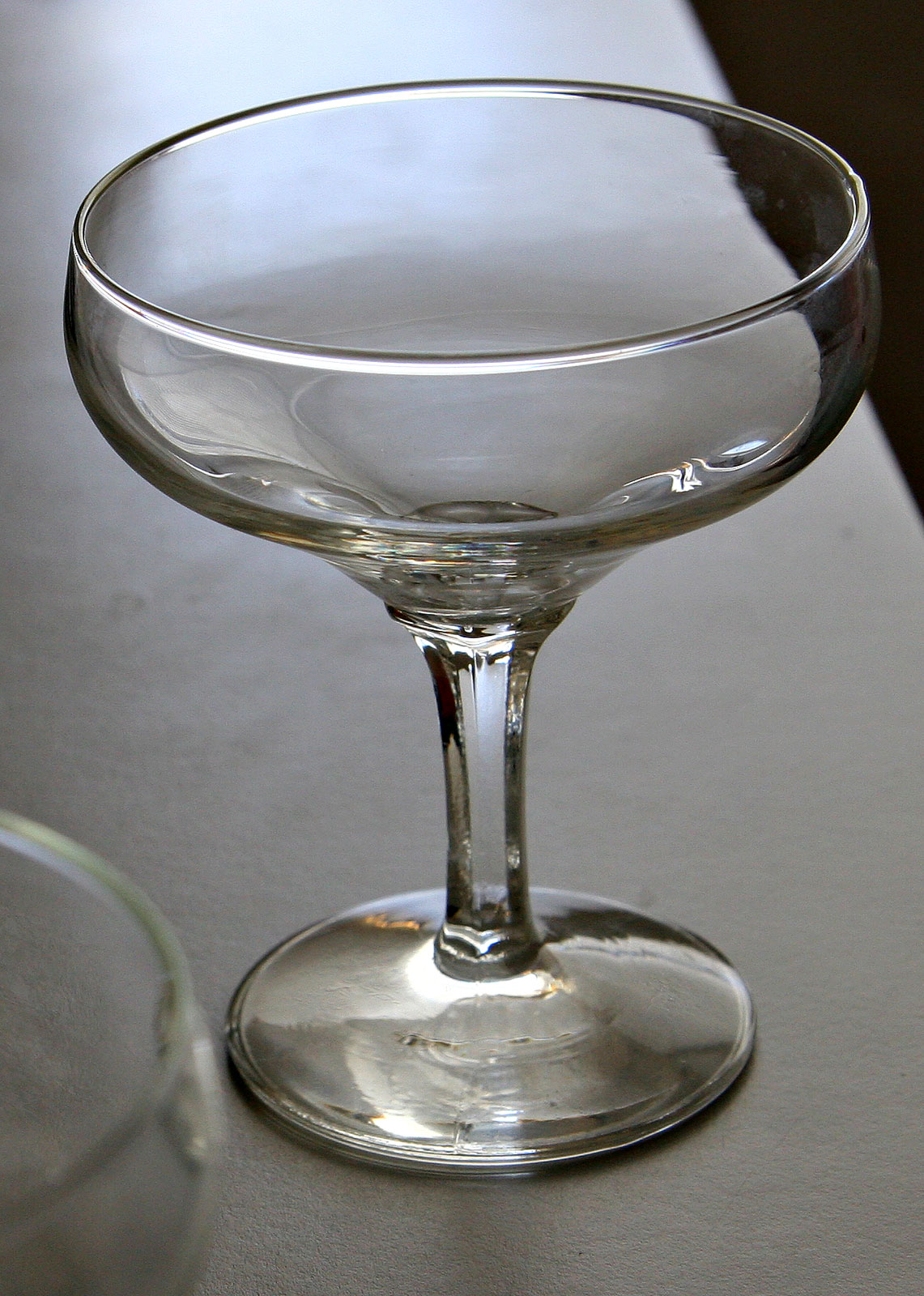
유리잔

잔(盞) 또는 컵(문화어: 고뿌; 영어: cup)은 음료를 마시고 휴대하기 위해 사용되는 조그마한 그릇의 일종이다. 재질은 목재, 플라스틱, 유리, 점토, 금속, 돌, 도자기 등으로 구성될 수 있으며 가는 손잡이 등의 장식이 갖추진 경우도 있다. 잔은 다양한 문화와 사회 계급에 걸쳐 적정량의 물의 보관과 갈증 해소를 목적으로 사용되며 각기 다른 상황에 맞추어, 또는 액체의 종류에 따라 여러 스타일의 컵을 사용할 수 있다.
컵은 장식 외에도 음식과 음료를 휴대할 목적으로 수천 년에 걸쳐 사용되어왔다. 특정한 문화적 의식에 사용되며 동전과 같이 마시는 것과 관련이 없는 물건을 담는데 사용되기도 한다.

## 역사
컵은 액체를 담기 위해 컵 모양의 손이나 발을 사용하는 것을 명백히 개선해낸 것이다. 따라서 역사 기록 이전부터 사용되어 왔음이 거의 확실하며 실제로 전 세계의 고고학 유적지에서 발견되었다. 선사시대 컵은 때때로 조개껍질과 속이 빈 돌로 만들어졌다.
고대 메소포타미아에서는 술을 운반하고 마시는 등 다양한 목적으로 컵이 만들어졌다.
로마 제국이 유럽 전역에서 컵을 사용했다는 증거가 있으며, 웨일즈의 은컵과 고대 트라키아의 색이 변하는 유리컵을 비롯한 주목할만한 사례가 있다. 영국에서는 약 3,700년 전의 릴라톤 골드컵(Rillaton Gold Cup)을 포함하여 수천 년 전의 컵이 발견되었다. 컵은 유럽인이 도착하기 몇 세기 전에 아메리카 대륙에서 사용되었다. 멕시코 만 주변에서 아메리카 원주민 사회는 무엇보다도 컵을 마시는 데 왕고둥을 사용했다.

## 잔의 종류
- 비커
- 맥주잔 (Beer stein)
- 머그잔
- 찻잔
- 저그
- 유리잔
- 통컵

## 참고 문헌
- Rigby, Stephen Henry (2003). 《A Companion to Britain in the Later Middle Ages》 Illurat판. Wiley-Blackwell. ISBN 978-0-631-21785-5.